# Gran Premio motociclistico d'Italia 2006
Il Gran Premio motociclistico d'Italia 2006 corso il 4 giugno, è stato il sesto Gran Premio della stagione 2006 del motomondiale e ha visto vincere: la Yamaha di Valentino Rossi in MotoGP, Jorge Lorenzo nella classe 250 e Mattia Pasini nella classe 125.

## MotoGP

### Qualifiche
| Pos. | Nº | Pilota            | Moto     | Tempo    | Distacco |
| ---- | -- | ----------------- | -------- | -------- | -------- |
| 1    | 15 | Sete Gibernau     | Ducati   | 1'48.969 |          |
| 2    | 65 | Loris Capirossi   | Ducati   | 1'49.058 | 0.089    |
| 3    | 46 | Valentino Rossi   | Yamaha   | 1'49.167 | 0.198    |
| 4    | 69 | Nicky Hayden      | Honda    | 1'49.212 | 0.243    |
| 5    | 56 | Shin'ya Nakano    | Kawasaki | 1'49.328 | 0.359    |
| 6    | 33 | Marco Melandri    | Honda    | 1'49.343 | 0.374    |
| 7    | 21 | John Hopkins      | Suzuki   | 1'49.478 | 0.509    |
| 8    | 26 | Daniel Pedrosa    | Honda    | 1'49.516 | 0.547    |
| 9    | 27 | Casey Stoner      | Honda    | 1'49.915 | 0.946    |
| 10   | 6  | Makoto Tamada     | Honda    | 1'50.084 | 1.115    |
| 11   | 10 | Kenny Roberts Jr  | KR211V   | 1'50.181 | 1.212    |
| 12   | 24 | Toni Elías        | Honda    | 1'50.196 | 1.227    |
| 13   | 7  | Carlos Checa      | Yamaha   | 1'50.347 | 1.378    |
| 14   | 5  | Colin Edwards     | Yamaha   | 1'50.405 | 1.436    |
| 15   | 71 | Chris Vermeulen   | Suzuki   | 1'50.430 | 1.461    |
| 16   | 17 | Randy de Puniet   | Kawasaki | 1'50.597 | 1.628    |
| 17   | 77 | James Ellison     | Yamaha   | 1'51.866 | 2.897    |
| 18   | 66 | Alex Hofmann      | Ducati   | 1'52.100 | 3.131    |
| 19   | 30 | José Luis Cardoso | Ducati   | 1'52.780 | 3.811    |

### Gara

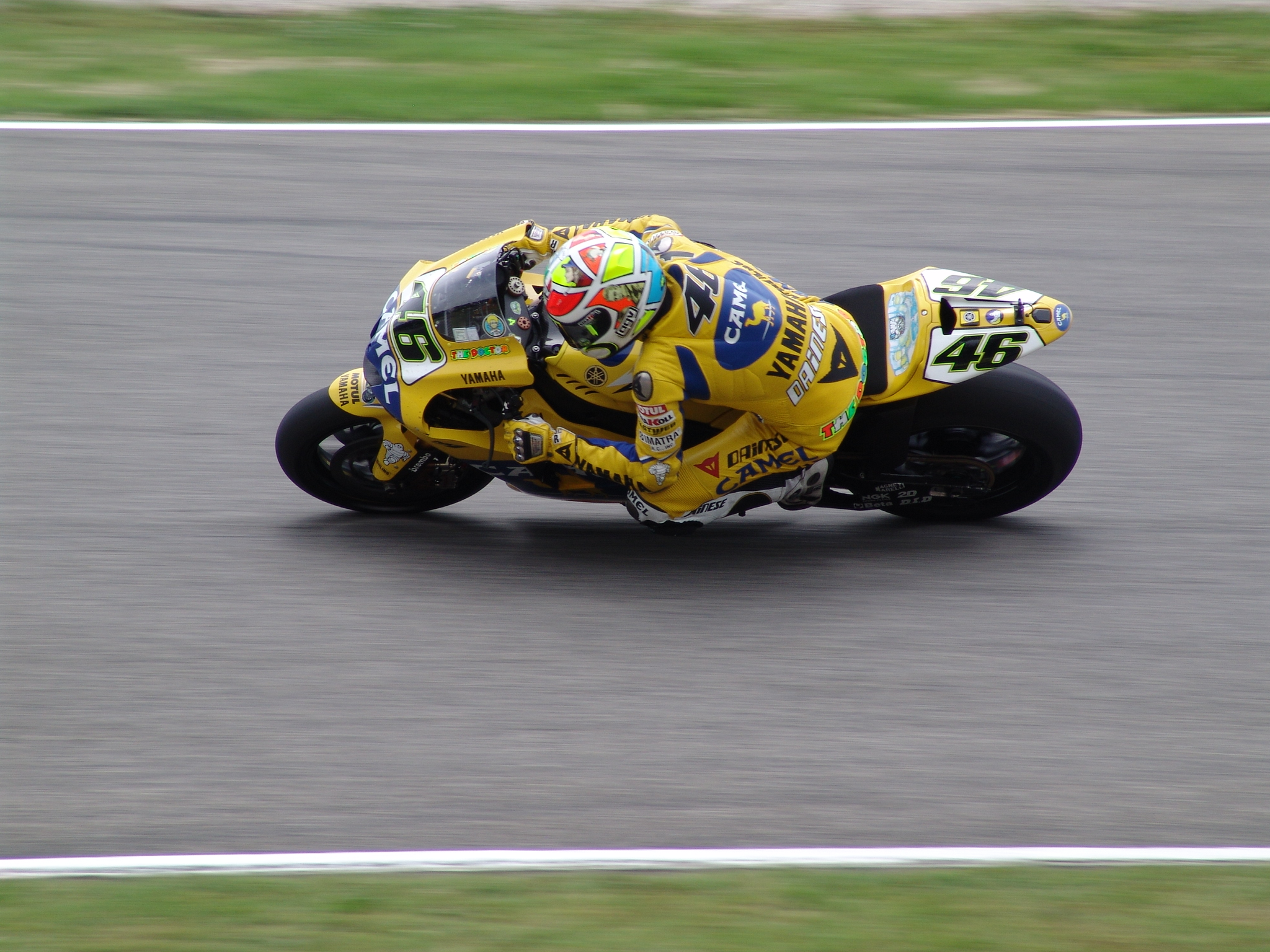
Rossi, vincitore della gara della classe MotoGP

#### Arrivati al traguardo
| Pos | Nº | Pilota            | Squadra              | Motocicletta | Giri | Tempo     | Griglia | Punti |
| --- | -- | ----------------- | -------------------- | ------------ | ---- | --------- | ------- | ----- |
| 1   | 46 | Valentino Rossi   | Camel Yamaha         | Yamaha       | 23   | 42:39.610 | 3       | 25    |
| 2   | 65 | Loris Capirossi   | Ducati Marlboro      | Ducati       | 23   | +0.575    | 2       | 20    |
| 3   | 69 | Nicky Hayden      | Repsol Honda         | Honda        | 23   | +0.735    | 4       | 16    |
| 4   | 26 | Daniel Pedrosa    | Repsol Honda         | Honda        | 23   | +2.007    | 8       | 13    |
| 5   | 15 | Sete Gibernau     | Ducati Marlboro      | Ducati       | 23   | +3.070    | 1       | 11    |
| 6   | 33 | Marco Melandri    | Fortuna Honda        | Honda        | 23   | +11.793   | 6       | 10    |
| 7   | 24 | Toni Elías        | Fortuna Honda        | Honda        | 23   | +18.999   | 12      | 9     |
| 8   | 10 | Kenny Roberts Jr  | Team Roberts         | KR211V       | 23   | +19.172   | 11      | 8     |
| 9   | 6  | Makoto Tamada     | Konica Minolta Honda | Honda        | 23   | +19.231   | 10      | 7     |
| 10  | 21 | John Hopkins      | Rizla Suzuki         | Suzuki       | 23   | +19.821   | 7       | 6     |
| 11  | 56 | Shin'ya Nakano    | Kawasaki Racing      | Kawasaki     | 23   | +19.863   | 5       | 5     |
| 12  | 5  | Colin Edwards     | Camel Yamaha         | Yamaha       | 23   | +30.678   | 14      | 4     |
| 13  | 17 | Randy de Puniet   | Kawasaki Racing      | Kawasaki     | 23   | +37.198   | 16      | 3     |
| 14  | 71 | Chris Vermeulen   | Rizla Suzuki         | Suzuki       | 23   | +41.712   | 15      | 2     |
| 15  | 7  | Carlos Checa      | Tech 3 Yamaha        | Yamaha       | 23   | +56.256   | 13      | 1     |
| 16  | 77 | James Ellison     | Tech 3 Yamaha        | Yamaha       | 23   | +1:13.387 | 17      |       |
| 17  | 30 | José Luis Cardoso | Pramac d'Antín       | Ducati       | 22   | +1 giro   | 19      |       |

#### Ritirati
| Nº | Pilota       | Squadra        | Motocicletta | Giri | Griglia |
| -- | ------------ | -------------- | ------------ | ---- | ------- |
| 27 | Casey Stoner | Honda LCR      | Honda        | 8    | 9       |
| 66 | Alex Hofmann | Pramac d'Antín | Ducati       | 8    | 18      |

## Classe 250

### Arrivati al traguardo
| Pos | Nº | Pilota              | Squadra                     | Motocicletta | Giri | Tempo     | Griglia | Punti |
| --- | -- | ------------------- | --------------------------- | ------------ | ---- | --------- | ------- | ----- |
| 1   | 48 | Jorge Lorenzo       | Fortuna Aprilia             | Aprilia      | 21   | 40:35.185 | 1       | 25    |
| 2   | 7  | Alex De Angelis     | Master - MVA Aspar          | Aprilia      | 21   | +0.111    | 4       | 20    |
| 3   | 34 | Andrea Dovizioso    | Humangest Racing            | Honda        | 21   | +0.320    | 5       | 16    |
| 4   | 55 | Yūki Takahashi      | Humangest Racing            | Honda        | 21   | +0.334    | 2       | 13    |
| 5   | 6  | Alex Debón          | Aprilia Racing              | Aprilia      | 21   | +3.315    | 10      | 11    |
| 6   | 15 | Roberto Locatelli   | Team Toth                   | Aprilia      | 21   | +3.327    | 3       | 10    |
| 7   | 58 | Marco Simoncelli    | Squadra Corse Metis Gilera  | Gilera       | 21   | +7.930    | 6       | 9     |
| 8   | 14 | Anthony West        | Kiefer - Bos - Racing       | Aprilia      | 21   | +26.048   | 14      | 8     |
| 9   | 73 | Shūhei Aoyama       | Repsol Honda                | Honda        | 21   | +26.616   | 9       | 7     |
| 10  | 8  | Andrea Ballerini    | Campetella Racing           | Aprilia      | 21   | +30.570   | 12      | 6     |
| 11  | 50 | Sylvain Guintoli    | Equipe GP De France - Scrab | Aprilia      | 21   | +32.854   | 16      | 5     |
| 12  | 54 | Manuel Poggiali     | Red Bull KTM                | KTM          | 21   | +33.743   | 18      | 4     |
| 13  | 19 | Sebastián Porto     | Repsol Honda                | Honda        | 21   | +1:13.549 | 20      | 3     |
| 14  | 23 | Arturo Tizón        | Wurth Honda BQR             | Honda        | 21   | +1:16.159 | 19      | 2     |
| 15  | 37 | Fabricio Perrén     | Stop And Go Racing          | Honda        | 21   | +1:18.533 | 24      | 1     |
| 16  | 64 | Omar Menghi         | VFT Racing                  | Aprilia      | 21   | +1:48.079 | 31      |       |
| 17  | 45 | Dan Linfoot         | Teng Tools Winona Racing    | Honda        | 21   | +1:48.388 | 27      |       |
| 18  | 85 | Alessio Palumbo     | Matteoni Racing             | Aprilia      | 20   | +1 giro   | 30      |       |
| 19  | 17 | Franz Aschenbrenner | Kiefer - Bos - Racing       | Aprilia      | 20   | +1 giro   | 28      |       |

### Ritirati
| Nº | Pilota               | Squadra                     | Motocicletta | Giri | Griglia |
| -- | -------------------- | --------------------------- | ------------ | ---- | ------- |
| 36 | Martín Cárdenas      | Wurth Honda BQR             | Honda        | 18   | 17      |
| 65 | Alessandro Brannetti | Grillini Racing             | Honda        | 18   | 25      |
| 22 | Luca Morelli         | Nocable Angaia Racing       | Aprilia      | 13   | 22      |
| 67 | Nicklas Cajback      | Agesta Racing               | Aprilia      | 12   | 29      |
| 16 | Jules Cluzel         | Equipe GP De France - Scrab | Aprilia      | 8    | 21      |
| 24 | Jordi Carchano       | WTR Blauer USA              | Aprilia      | 5    | 26      |
| 96 | Jakub Smrž           | Cardion AB Motoracing       | Aprilia      | 4    | 8       |
| 9  | Franco Battaini      | Campetella Racing           | Aprilia      | 2    | 13      |
| 21 | Arnaud Vincent       | Arie Molenaar Racing        | Honda        | 0    | 23      |
| 25 | Alex Baldolini       | Matteoni Racing             | Aprilia      | 0    | 15      |
| 4  | Hiroshi Aoyama       | Red Bull KTM                | KTM          | 0    | 11      |
| 80 | Héctor Barberá       | Fortuna Aprilia             | Aprilia      | 0    | 7       |

## Classe 125

### Arrivati al traguardo
| Pos | Nº | Pilota              | Squadra                    | Motocicletta | Giri | Tempo     | Griglia | Punti |
| --- | -- | ------------------- | -------------------------- | ------------ | ---- | --------- | ------- | ----- |
| 1   | 75 | Mattia Pasini       | Master - MVA Aspar         | Aprilia      | 20   | 40:00.412 | 2       | 25    |
| 2   | 19 | Álvaro Bautista     | Master - MVA Aspar         | Aprilia      | 20   | +0.001    | 5       | 20    |
| 3   | 52 | Lukáš Pešek         | Derbi Racing               | Derbi        | 20   | +0.052    | 1       | 16    |
| 4   | 33 | Sergio Gadea        | Master - MVA Aspar         | Aprilia      | 20   | +1.203    | 15      | 13    |
| 5   | 55 | Héctor Faubel       | Master - MVA Aspar         | Aprilia      | 20   | +1.234    | 3       | 11    |
| 6   | 36 | Mika Kallio         | Red Bull KTM               | KTM          | 20   | +1.378    | 8       | 10    |
| 7   | 60 | Julián Simón        | Red Bull KTM               | KTM          | 20   | +2.303    | 12      | 9     |
| 8   | 14 | Gábor Talmácsi      | Humangest Racing           | Honda        | 20   | +13.320   | 7       | 8     |
| 9   | 1  | Thomas Lüthi        | Elit - Caffe Latte         | Honda        | 20   | +13.337   | 14      | 7     |
| 10  | 24 | Simone Corsi        | Squadra Corse Metis Gilera | Gilera       | 20   | +13.376   | 11      | 6     |
| 11  | 32 | Fabrizio Lai        | Valsir Seedorf Racing      | Honda        | 20   | +13.865   | 4       | 5     |
| 12  | 22 | Pablo Nieto         | Multimedia Racing          | Aprilia      | 20   | +14.759   | 6       | 4     |
| 13  | 6  | Joan Olivé          | SSM Racing                 | Aprilia      | 20   | +17.288   | 21      | 3     |
| 14  | 8  | Lorenzo Zanetti     | Skilled I.S.P.A. Racing    | Aprilia      | 20   | +29.463   | 17      | 2     |
| 15  | 71 | Tomoyoshi Koyama    | Malaguti Ajo Corse         | Malaguti     | 20   | +29.553   | 16      | 1     |
| 16  | 17 | Stefan Bradl        | Red Bull KTM Junior        | KTM          | 20   | +34.174   | 23      |       |
| 17  | 35 | Raffaele De Rosa    | Multimedia Racing          | Aprilia      | 20   | +35.827   | 19      |       |
| 18  | 18 | Nicolás Terol       | Derbi Racing               | Derbi        | 20   | +39.480   | 22      |       |
| 19  | 38 | Bradley Smith       | Repsol Honda               | Honda        | 20   | +51.225   | 32      |       |
| 20  | 90 | Hiroaki Kuzuhara    | Grillini Racing            | Honda        | 20   | +1:15.251 | 33      |       |
| 21  | 88 | Daniele Rossi       | Ticinohosting-MTR          | Honda        | 20   | +1:18.215 | 31      |       |
| 22  | 91 | Luca Verdini        | RCGM                       | Aprilia      | 20   | +1:20.267 | 34      |       |
| 23  | 87 | Roberto Lacalendola | Ticinohosting-MTR          | Honda        | 20   | +1:22.356 | 36      |       |
| 24  | 53 | Simone Grotzkyj     | Campetella Racing Junior   | Aprilia      | 20   | +1:22.570 | 43      |       |
| 25  | 45 | Imre Tóth           | Team Toth                  | Aprilia      | 20   | +1:22.572 | 28      |       |
| 26  | 26 | Vincent Braillard   | Multimedia Racing          | Aprilia      | 20   | +1:22.588 | 42      |       |
| 27  | 13 | Dino Lombardi       | 3C Racing                  | Aprilia      | 20   | +1:23.590 | 37      |       |
| 28  | 20 | Roberto Tamburini   | Matteoni Racing            | Aprilia      | 20   | +1:54.909 | 35      |       |
| 29  | 16 | Michele Conti       | Valsir Seedorf Racing      | Honda        | 18   | +2 giri   | 29      |       |

### Ritirati
| Nº | Pilota           | Squadra                  | Motocicletta | Giri | Griglia |
| -- | ---------------- | ------------------------ | ------------ | ---- | ------- |
| 63 | Mike Di Meglio   | FFM Honda Grand Prix 125 | Honda        | 19   | 18      |
| 41 | Aleix Espargaró  | Wurth Honda BQR          | Honda        | 17   | 13      |
| 11 | Sandro Cortese   | Elit - Caffe Latte       | Honda        | 13   | 10      |
| 10 | Ángel Rodríguez  | 3C Racing                | Aprilia      | 9    | 9       |
| 15 | Michele Pirro    | WTR Blauer USA           | Aprilia      | 9    | 30      |
| 89 | Nico Vivarelli   | Racing Service           | Honda        | 9    | 40      |
| 9  | Michael Ranseder | Red Bull KTM Junior      | KTM          | 7    | 25      |
| 44 | Karel Abraham    | Cardion AB Motoracing    | Aprilia      | 4    | 27      |
| 7  | Alexis Masbou    | Malaguti Ajo Corse       | Malaguti     | 3    | 24      |
| 37 | Joey Litjens     | Arie Molenaar Racing     | Honda        | 3    | 39      |
| 23 | Lorenzo Baroni   | Humangest Racing         | Honda        | 2    | 26      |
| 12 | Federico Sandi   | SSM Racing               | Aprilia      | 1    | 38      |

### Squalificati
| Nº | Pilota           | Squadra                  | Motocicletta | Griglia |
| -- | ---------------- | ------------------------ | ------------ | ------- |
| 29 | Andrea Iannone   | Campetella Racing Junior | Aprilia      | 20      |
| 43 | Manuel Hernández | Nocable Angaia Racing    | Aprilia      | 41      |